# Хериня Вас
'Хериня Вас (словен. Herinja vas) — поселення в общині Ново Место, регіон Південно-Східна Словенія, Словенія. Висота над рівнем моря: 312,8 м.